# Callithrix saterei
Mico saterei · Ouistiti des Indiens Sateré, Ouistiti à oreilles argentées
Espèce
Synonymes
- Callithrix saterei

Statut de conservation UICN

 LC  : Préoccupation mineure
Statut CITES
Le Ouistiti des Indiens Sateré ou Ouistiti à oreilles argentées (Mico saterei ou Callithrix saterei) est une espèce de primate de la famille des Callitrichidae.

## Autres noms
Sateré marmoset, Zip, Mico-leão, Sauim-de-cara-blanca (Brésil).

## Taxonomie
Décrit en 1998 par des scientifiques brésiliens mais découvert en réalité par Marc van Roosmalen dont ils ont usurpé la découverte[réf. nécessaire]. Ce dernier avaient ramené des spécimens dans son centre de reproduction de Manaus et attendait leur mort pour établir la description de l’espèce lorsque des primatologues brésiliens eurent vent de cette histoire. Ils se ruèrent dans la réserve indienne où vivent ces primates, demandèrent aux indigènes d’en tuer une dizaine pour eux et se dépêchèrent d’en faire la description…

## Distribution
Nord du Brésil. Dans l’interfluve Rio Canumã-Rio Abacaxís. À l’ouest jusqu’au Rio Canumã, au nord jusqu’au Rio Paraná-Urariá, à l’est jusqu’au Rio Abacaxís, au sud jusqu’au Rio Sucundurí. Le Rio Marimari s’écoule sud-nord au cœur de sa distribution.

## Habitat
Forêt secondaire de la terra firme et de l’igapó, sur les terres des Indiens Mundurucús et Satéré-Maués.

## Description
Corps compact. Le plus lourd des Mico, avec la plus longue queue. Manteau blanc jaunâtre brillant, argenté au niveau de la nuque. Arrière du corps brun acajou mêlé d’orange doré notamment sur les cuisses. Poitrine jaune argenté, devenant brun jaunâtre brillant dans sa partie inférieure tout comme la face intérieure des membres. Ventre orange doré. Extrémité des pattes sombre. Queue noire à l’exception de sa base interne cuivre brunâtre. Face dépigmentée presque nue, couleur rosâtre chair sur les côtés et le front, orange doré ailleurs. Pigmentation noire sur chacune des ailes du nez, autour des lèvres et sur tout l’arrière de la tête. Courts poils blancs autour et entre les yeux, s’étendant au front et aux côtés de la face. Haut des oreilles recouvert de poils ras et sombres (le haut du pavillon est noir, l’intérieur rose). Ainsi, face et oreilles apparaissent-elles bicolores noir-rose. Oreilles de 2,7 cm de long, lui conférant des airs de chauve-souris. Couronne gris noirâtre. Zone génitale entourées de poils orange doré brillant dans l’aire inguinale et couleur chair près des organes génitaux. Chez les deux sexes, les parties génitales présentent des annexes charnues pendantes dont l’utilité n’est pas comprise. Le jeune a un manteau et une poitrine plus grisâtre que l’adulte.

## Mensurations
Mâle : corps 23 cm, queue 37 cm, Poids 470 g. Femelle : corps de 19,5 à 20,2 cm, queue de 35 à 38,2 cm, poids de 400 à 425 g.

## Locomotion
Quadrupède. Ouistiti ultra-rapide.

## Comportements basiques
Diurne, arboricole et territorial.

## Alimentation
Frugivore, gommivore et insectivore.

## Menaces
Chasse.

## Conservation
Néant.

## Statut
Insuffisamment documenté.

## Publication originale
(en) José De Sousa E Silva Júnior et Maurício De Almeida Noronha, « On a new species of bare-eared marmoset, genus Callithrix Erxleben, 1777, from central Amazonia, Brazil (Primates: Callitrichidae) », Goeldiana Zoologia, vol. 21,‎ 1998, p. 1-28 (lire en ligne, consulté le 15 mars 2019). 